# Сверре Рііснес

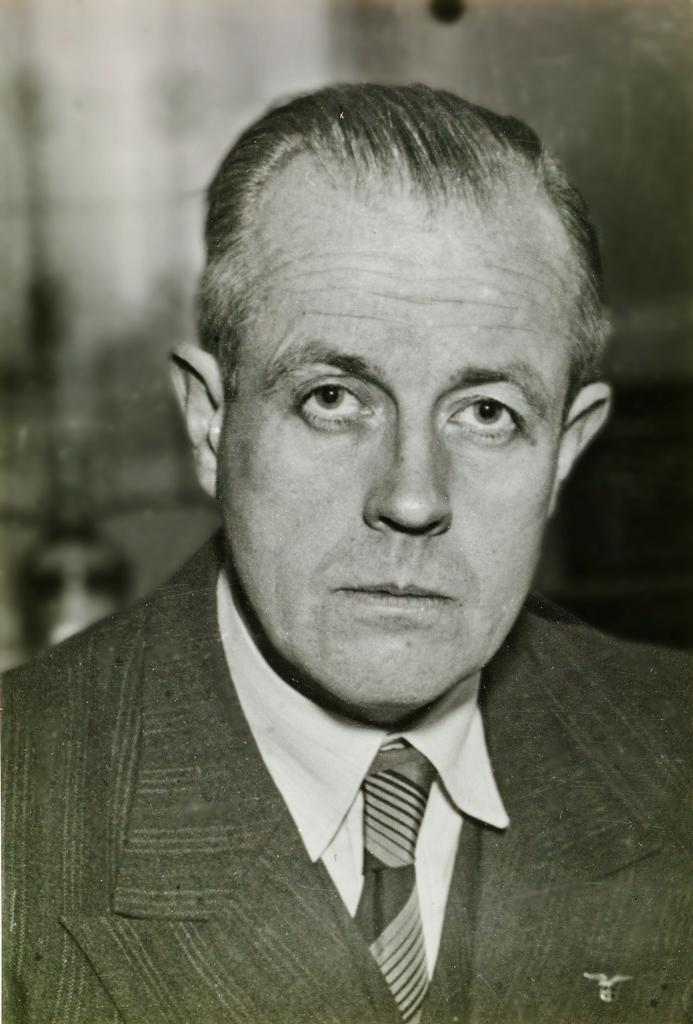
Рііснес під час Другої Світової Війни

Сверре Пареліус Рііснес був норвезьким юристом і прокурором , який народився 6 листопада 1897 року в Віку, Согн-ог-Ф'юране і помер 21 червня 1988 року в Осло. Він був членом колабораціоністського уряду «Національне єднання» в окупованій Норвегії під час Другої Світової Війни і Штандартенфюрером (полковником) в СС.

## Довоєнна кар'єра
Рііснес був важливим державним прокуром у міжвоєнній Норвегії, і мав зв'язки з міжнародною поліцейською спільнотою. Йому приписують введення нових слідчих методів, таких як використання поліцейських собак, в Норвегії. Рііснес був державним обвинувачем у знаменитій справі проти Нільса Імерслунда та інших норвезьких нацистів, які ввірвалися в будинок, де Лев Троцький пробув до своєї депортації з Норвегії в Мексику.
Він був прихильником Адольфа Гітлера, але порвав всі контакти зі своїми німецькими друзями, коли був призначений парламентом у січні 1940 для розслідування німецького шпигунства в Норвегії.

## Міністр-коллабораціоніст у воєнний час
Він був призначений державним радником в керівництві партії "Національне єднання" (Nasjonal Samling) 1940-1941, і був одним з дев'яти норвежців, які підписали декларацію 31 січня 1942 року, про розпуск парламенту Норвегії і зобов'язали Квіслінга офіційно взяти на себе повноваження уряду. Він служив в якості Міністра юстиції від 1941-1945. Як міністр юстиції, Рііснес відповідав за зміну норвезької правової системи для узаконення нацистської діяльності, і санкціонував переслідування тих, хто не буде співпрацювати з німецькими окупантами. Рііснес проводив публічні виступи проти норвезьких євреїв.

## Після Другої Світової Війни
Після падіння уряду Квіслінга в кінці війни, Юнас Лі, Хенрік Рогстад  і Рііснес втекли за межі Осло. В оточенні сил оборони, Лі, ймовірно, помер від природних причин, а Рогстад покінчив з собою. Рііснес здався без боротьби.
Після війни він був звинувачений у зраді, але суд над ним був припинений на підставі захисту про те, що він був психічно хворий. Рііснес був госпіталізований через цю хворобу у лікарні з 1948 по 1960 рік. У 1974 році він емігрував до Сицилії, Італія, а пізніше у Відень, але повернувся в Осло в 1985 році, де він жив протягом трьох років у будинку престарілих до самої смерті. Донині, виникають питання, чи він симулював психічне захворювання.